# Стена в грунте
Стена в грунте —  метод возведения подземных или заглублённых сооружений, фундаментов, ограждений котлованов, подпорных стен, a также противофильтрационных завес c использованием при разработке грунта тиксотропного глинистого раствора.

## Суть метода
Узкие и глубокие траншеи разрабатывают под защитой бентонитовой суспензии, которая оказывает избыточное гидростатическое давление на вертикальную поверхность, что способствует укреплению стен и оберегает траншею от разрушения.
Стена в грунте может возводиться глубиной до 40, а при использовании спецоборудования — до 60 метров, а ширина траншеи при этом может быть минимальной — от 0,4 до 1,2 м. Стена становится ограждающей конструкцией, а кроме того, может выполнять функцию несущего элемента подземных сооружений.
Метод может применяться в практически в любых нескальных грунтах, кроме рыхлых насыпных, текучих и плывунных. Наиболее эффективно использование метода в сложных гидрогеологических условиях при относительно неглубоком залегании водоупорных грунтов, a также вблизи зданий или их фундаментов.
Основные воздействия при устройстве стены в грунте, в результате которых происходит изменение напряженно-деформированного состояния грунтового массива это разработка траншеи под защитой глинистого раствора и заполнение траншеи бетонной смесью.

## Классификация
По конструкции стены в грунте могут быть:
1. буронабивные стены в грунте(нем. Bohrpfahlwand), из множества отдельных армированных и неармированных буронабивных свай из монолитного бетона.[3] Буронабивные стены в грунте делятся на буросекущие стены в грунте и бурокасательные стены в грунте.[4][5] Буросекущие сваи (нем. Bohrpfahlwand) и бурокасательные сваи, несмотря на свое название "сваи" фактически являются стеной, применение термина буросекущая/бурокасательная свая в единственном числе отдельно от самой конструкции стена в грунте некорректно.
2. монолитные бетонные, состоящие из отдельных плотно сопряженных между собой секций (захваток)
3. сборные одноярусные (из панелей с вертикальными стыками) или многоярусные (из панелей с вертикальными и горизонтальными стыками).

## Технология строительства

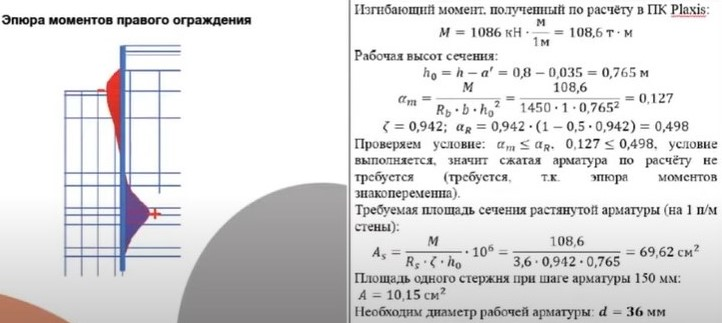
Расчет армирования Стены в грунте.

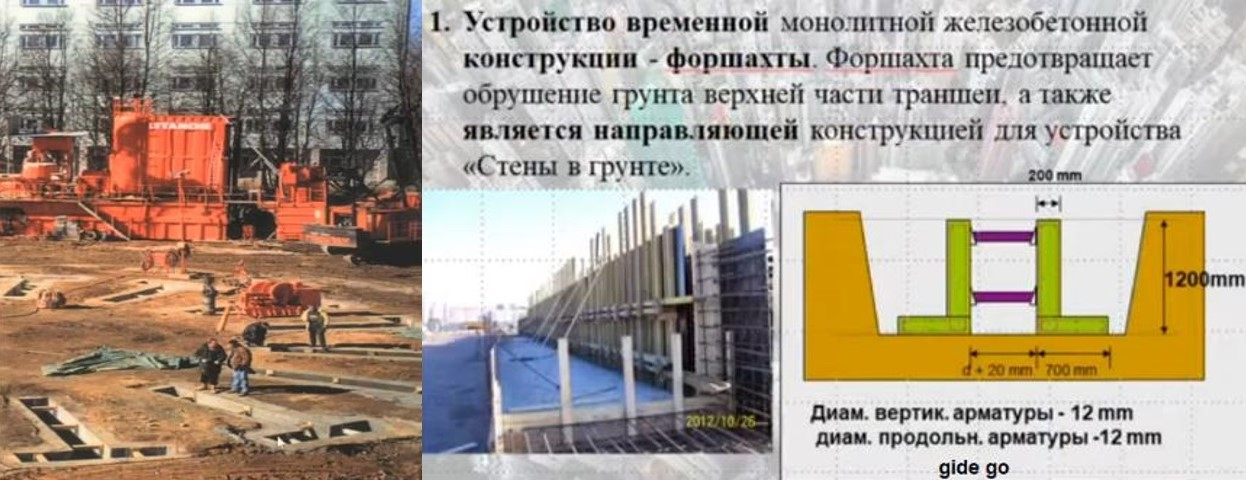
Устройство монолитной временной конструкции форшахты.

на примере монолитной бетонной стены в грунте.
1. По периметру котлована сооружения строится форшахта — железобетонное ограждение, обеспечивающее проектную точность будущей стены и предотвращающее обвал грунта с верхней части траншеи.
2. Производится разработка траншеи для стены. Траншеи разрабатывают отдельными участками (захватками) длиной 3-6 метров, вскрывая их через один. В процессе выемки грунта траншею заполняют раствором бентонита, который предохраняет её стенки от обрушения.
3. После достижения нижней отметки  в траншею опускают каркасы из арматуры.
4. После монтажа каркасов производится бетонирование стены через бетонолитные трубы. По мере укладки этой смеси в траншею бетонитовый раствор вытесняется и откачивается. После чего фильтруется и хранится в резервуарах для использования в следующем сегменте стены.

После полного застывания бетона приступают к разработке грунта под котлован сооружения, а также проводят работы по креплению стены.
Оборудование для разработки грунта. Для разработки грунта в траншее применяется оборудование двух типов: плоский грейфер (ковш) и гидравлическая фреза. С помощью грейфера можно разрабатывать только дисперсные грунты (пески, глины), при этом велика вероятность отклонения  «стены в грунте» от вертикали. Гидравлическая фреза может разрабатывать все типы мягких и твердых грунтов – от дисперсных до полускальных, при этом обеспечивается высокая точность, а поверхность «стены в грунте» после откопки котлована остается довольно ровной и готовой под облицовку.

## Способы моделирования стены в грунте вPLAXIS
В Plaxis и аналогичных ей программах численного моделирования стена в грунте моделируется в:
1. плоской постановке. Стена в грунте задается стержневым элементом, жесткость которого эквивалента железобетонной стене. Для моделирования грунтового массива используется модели грунтов, например, модель упрочняющего грунта Hardening Soil. Получаем максимальную величину дополнительной осадки соседней застройки, max изгибающий момент в стене (изополя доп. осадок застройки от устройства котлована).
2. пространственной постановке (пластинчатыми или объемными элементами). 
  1. Стена в грунте моделируется пластинами. Расчет производится по тем же стадиям, что и в плоской задаче: моделируется существующая застройка, обнуляются перемещения, устанавливается верхнее перекрытие, затем разрабатывается грунт под ним до следующего перекрытия. Получаем max осадки, max изгибающие моменты (изополя вертикальных перемещений массива грунта, вызванных разработкой котлована).
  2. Пространственная задача с модифицированными объемными элементами. В этом случае программа будет воспринимать конструкцию как реальный железобетонный массив. Минусы этого метода: наиболее трудоемок, выходными данными будут не моменты и поперечные силы, а значения нормальных и касательных напряжений. Плюсы: дает возможность учесть технологические осадки. Учет производится путем постадийного моделирования операций: разработка траншеи под глинистым раствором, заполнение траншеи литым раствором с вытеснением глинистого раствора, готовый участок стены в грунте.

Разработка грунта методом Top-Down. Стена в грунте должна задаваться объемными элементами, чтобы учесть технологические деформации и адекватно определить усилия в изгибаемой конструкции. Стена в грунте обладает значительной жесткостью, поэтому основная доля дополнительной осадки соседних зданий при устройстве ограждений котлована методом траншейной стены приходится на технологическую осадку при устройстве ограждения конструкции.